# Schwüle Tage

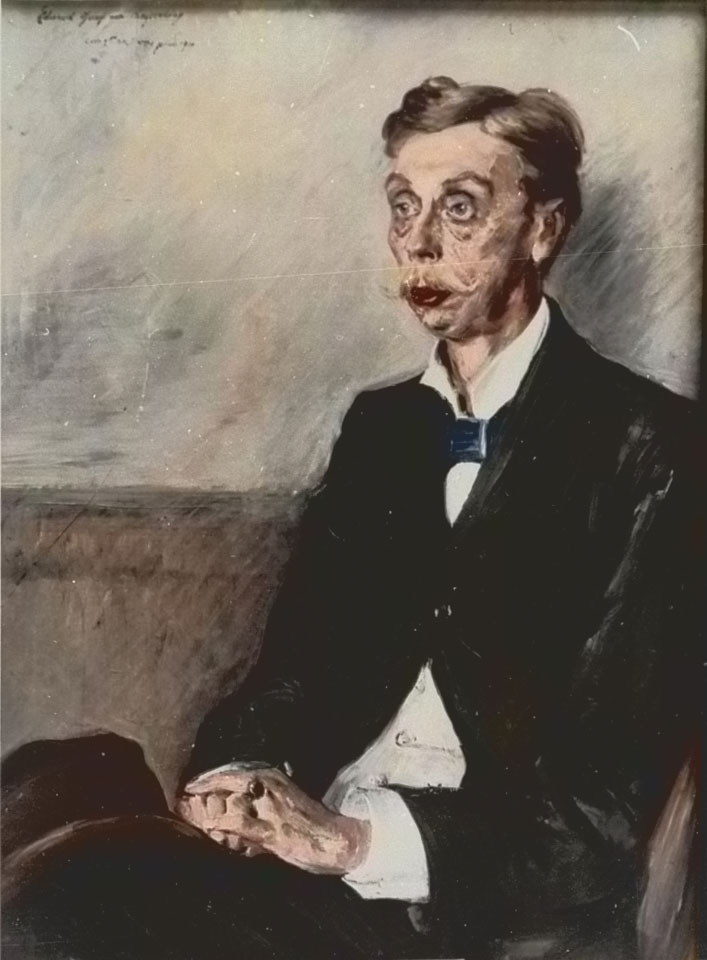
Lovis Corinth:
Eduard Graf von Keyserling
(1855–1918)

Schwüle Tage ist der Titel einer 1904 in der neuen Rundschau publizierten Adoleszens-Novelle Eduard von Keyserlings. Graf Bill von Fernow erzählt von seiner Entwicklungskrise als 18-jähriger Gymnasiast und seinem Beziehungskonflikt mit seinem Vater während eines Sommeraufenthalts auf dem Landgut der Familie.

## Handlung
Graf Gerd von Fernow nimmt seinen Sohn Bill mit auf den Landsitz der Familie, weil er durchs Abitur gefallen ist und in den Sommerferien für die Nachprüfung lernen soll, anstatt mit dem Rest der gräflichen Familie kurzweiligen Strandurlaub zu machen. In dieser Zeit in Fernow erlebt Bill „wunderliche Dinge […] unheimliche und unverständliche“. Das Verhältnis zu seinem Vater ist angespannt. Der Graf behandelt den Sohn distanziert, fordert von ihm Leistung und gesellschaftliche Umgangsformen. In einer vorausschauenden Lebensplanung habe er als Jurist viele Möglichkeiten, private Interessen sollten zurückstehen. Der Vater vergleicht das Leben mit dem Bau eines Hauses, das einen besonderen Stil habe und dessen „Ornamente[-], Grillen, Liebhabereien“ im Einklang mit dem Grundplan stehen müssten. „Irrtum [sei] Stillosigkeit“. Nach diesem Prinzip könne man den genauen Zeitpunkt der Fertigstellung festlegen., „wenn es geschmacklos wäre , noch etwas hinzuzutun.“ Die Ermahnungen des Vaters gipfeln in dem Grundsatz: Haltung bewahren! Zwar erkundigt sich der Vater bei Bill einmal: „Wie geht es mit den Studien?“  Doch Bill kritisiert, er habe kein Interesse an ihm und sei im Grunde ein Egozentriker: „Er ist gewiss eine feiner, patenter Herr; aber er denkt nur an sich. Die anderen liebt er nicht, wenn – wenn es nicht zufällig Damen sind.“
Bill ist als 18-Jähriger in einer schwierigen Entwicklungsphase und schaut schon während der Bahnfahrt dem Aufenthalt in Fernow schwermütig entgegen, und wie vorhergesehen erfüllen sich dort seine Wünsche nach einer Liebesbeziehung und sexuellen Abenteuern nicht. Als er eines Nachts aus dem Fenster steigt, um mit dem Diener Edse und dessen Freund im See Fische zu fangen und sich anschließend mit zwei Dienstmädchen des „Weißen Kruges“ zu treffen, muss er erleben, dass Marrie und Liese sich ihm, dem „Jungherrn“ oder „Grafchen“ entziehen und ihm die beiden Dorfburschen vorziehen. Nur bei dem von ihrem Freund verlassenen, unglücklichen Hausmädchen Margusch findet er in lauen Sommernächten Trost. Sie gibt sich ihm „gutmütig und ein wenig mitleidig“ hin. Sein Vater hat es bemerkt und missbilligt beim Mittagessen sein Abenteuer, weil „Affären mit diesen Mädchen die Instinkte und Manieren vergröbern.“
Auch die Hoffnung auf eine standesgemäße Liebesbeziehung erfüllt sich nicht, als Bill mit seinem Vater mehrmals das benachbarte Gut der Verwandten im Warnow besucht. Er liebt die gleichaltrige Cousine Gerda schon lange. Deren ältere Schwester Ellita wird von ihrem Vetter Went umworben. Bei der Verlobungsfeier der beiden auf Warnow hält Bills Vater die Rede. Wieder hat sie den Tenor „Haltung bewahren!“ Bill fühlt zwar beim Zuhören den „angenehmen Hochmutskitzel“  nach dem Motto: Wir Adligen sind etwas Besonderes. Doch er verachtet den Vater und die ganze hochnäsige Sippe an der festlichen Tafel. Gerda ist über die Verlobung ihrer Schwester unglücklich, denn sie liebt den Bräutigam und weist Bill zurück. Auch das letzte Glied der unglücklichen einseitigen Liebeskette (Bill > Gerda > Went > Ellita) entdeckt Bill während des Festes: Er beobachtet eine Begegnung Ellitas mit dem Vater im Park der Warnows und ihm dämmert, dass beide eine Liebesbeziehung miteinander hatten, aus der sich der Vater mit dem Arrangement einer Ehe Ellitas mit dem gutaussehenden und wohlhabenden Went zu lösen versucht. Ein weiteres Mal wird er Zeuge einer Begegnung der beiden. Ellita wirft Gerd den Verrat seiner Liebe vor. Er begründet ihre Trennung mit ihrer Zukunftsplanung, dankt ihr „für das letzte Glück“, das sie „einem alternden Manne“ gab  und fordert von ihr: Haltung bewahren! Das soll heißen, brav den Vetter Went heiraten und damit die ganze Geschichte ad acta legen. Ellita begehrt auf, muss sich jedoch fügen.
Bill erkennt während des Aufenthalts auf Fernow, dass sein Vater ein einsamer Mann ist, der nachts nicht schlafen kann und ruhelos durch den Park läuft. Auch sieht er den Vater vor der Fahrt zur Verlobungsfeier weinend an seinem Schreibtisch sitzen. Als die Warnows abreisen, kommen Bill und der Vater zur Verabschiedung auf den Bahnhof. Nach Abfahrt des Zuges sieht Bill, wie sich der Vater ein Medikament spritzt, angeblich gegen Migräne. Tage später tötet er sich mit einer Morphium-Spritze im nächtlichen Park . Beim Anblick des aufgebahrten toten Vaters versteht er dessen Bild von der Architektur des Lebens, man müsse wissen, wenn das Haus fertig sei. Aber „Widerspruch und Widerwille“ regen sich in Bill gegen diese Lehre: „Alles, was in mir nach Leben dürstete, empörte sich gegen die geheimnisvolle Ruhe.“ Er lehnt „den Tod leidenschaftlich ab“: „Leiden, unglücklich sein – alles – nur nicht so kalt und schweigend daliegen!“ Er verlässt das Zimmer und schaut aus dem Fenster in den Garten. „Das Leben war wieder heiter und freundlich an der Arbeit; es umfing mich warm und weich und löste in mir alles, was mich bedrückte. Jetzt tat der stille, feierliche Mann dort nebenan mir leid, der all das nicht mehr haben sollte, ausgeschlossen war. Ich musste weinen.“

## Form
Sowohl die schlichte Sprache des Autors als auch der unaufdringliche Vortrag der Sommergeschichte erscheinen als makellos. Treffsichere Naturschilderungen beleben – gerade wegen ihrer unsentimentalen Kürze – die Lektüre.

## Verfilmungen
- Als Fernsehfilm wurde Schwüle Tage am 17. Dezember 1978 unter Regie von Hajo Gies in der ARD ausgestrahlt[2], unter anderem mit Daniel Gélin als Graf Gerd, Katerina Jacob als Ellita und Gisela Trowe als Tante.[3]
- Été brûlant, Französischer Fernsehfilm von 1995, Regie: Jérôme Foulon. Mit Claude Rich, Matthieu Rozé und Hélène de Fougerolles.

## Ausgaben
- Schwüle Tage. München 2005, ISBN 3-423-12551-9.
- Schwüle Tage. Ungekürzte Lesung mit Hanns Zischler. Berlin 2006, ISBN 978 3-7424-0928-7.